# Altruisti si diventa
Altruisti si diventa (The Fundamentals of Caring) è un film del 2016 scritto e diretto da Rob Burnett, basato sul romanzo The Revised Fundamentals of Caregiving di Jonathan Evison. Il film è interpretato da Paul Rudd, Craig Roberts e Selena Gomez, ed è stato distribuito su Netflix il 24 giugno 2016.

## Trama
Dopo una tragedia che lo ha portato a separarsi dalla moglie, Ben, un ex-scrittore, cerca di rifarsi una vita e si iscrive ad un corso per diventare un caregiver. Come primo lavoro Ben diventa il badante di Trevor, un diciottenne dal carattere difficile affetto da distrofia muscolare e dotato di un sottile senso dell'umorismo. Trevor passa le sue giornate a casa, a guardare notiziari e a sognare di poter visitare tutti i luoghi bizzarri che vede in televisione, incluso il buco più grande del mondo. Ben lo accudisce, gli prepara da mangiare e lo accompagna al parco. Col passare delle settimane il rapporto tra i due si solidifica e Ben inizia a stimolare in Trevor il desiderio di fare un viaggio. Alla fine, Trevor si mostra favorevole a un viaggio e Ben convince la madre di Trevor a lasciarli partire per qualche giorno.
Come prima meta, Trevor e Ben raggiungono la mucca più grande del mondo. Proseguendo il viaggio, i due incontrano Dot, una ragazza scappata di casa, e le offrono un passaggio. Trevor decide di voler andare a trovare suo padre, che lo abbandonò quando lui aveva 3 anni, età in cui gli fu diagnosticata la malattia. Arrivati in Montana, i tre si fermano ad aiutare Peaches, una donna molto avanti con la gravidanza e rimasta in panne con l'auto mentre si trasferiva a casa della mamma. Peaches si unisce ai tre che si offrono di accompagnarla.  Il gruppo si reca dunque al concessionario dove lavora il padre di Trevor e dopo un breve colloquio il ragazzo rimane deluso nel sapere che il padre non vuole riallacciare i legami con lui.
Il gruppo si rimette in macchina e prosegue il viaggio. Raggiunta la buca più profonda del mondo, Peaches ha le doglie e Ben la aiuta a partorire. Poi, Peaches viene portata in ospedale, mentre Dot decide di proseguire il viaggio con il padre, che stava seguendo la figlia per assicurarsi che stesse bene. Tornati a casa, Ben decide di lasciare l'incarico di caregiver e comincia a scrivere un romanzo incentrato su Trevor.

## Produzione
Nell'ottobre 2012 la Worldwide Pants di Rob Burnett e Jon Beckerman acquistò i diritti cinematografici del libro The Revised Fundamentals of Caregiving di Jonathan Evison. Burnett venne inoltre confermato come regista. Nel gennaio 2015 sono stati scelti Paul Rudd, Selena Gomez e Craig Roberts come interpreti principali del film.
Nel dicembre 2015 è stato annunciato che il film si sarebbe intitolato The Fundamentals of Caring.

### Riprese
Le riprese sono cominciate il 22 gennaio 2015 ad Atlanta, Georgia, e si sono concluse il 26 febbraio 2015.

## Distribuzione
Il film è stato presentato in anteprima il 29 gennaio 2016 al Sundance Film Festival. Netflix ha acquistato i diritti per la distribuzione del film. Il film è stato distribuito il 24 giugno 2016 su Netflix. Il film è stato accolto positivamente dalla critica; sul sito Rotten Tomatoes la pellicola ha ricevuto una valutazione di 77%, con un indice di gradimento del pubblico pari a 83%. Particolare plauso della critica hanno ricevuto le performance di Paul Rudd nel ruolo di Ben, e Selena Gomez nel ruolo di Dot.